# Theridion subundatum
Espèce
Theridion subundatum est une espèce d'araignées aranéomorphes de la famille des Theridiidae.

## Distribution
Cette espèce est endémique du Hunan en Chine,. Elle se rencontre dans le district de Yuelu.

## Description
Le mâle holotype mesure 2,27 mm et la femelle paratype 2,37 mm.

## Systématique et taxinomie
Cette espèce a été décrite par Zhou, Irfan et Peng en 2024.

## Publication originale
- (en) Zhou, Irfan et Peng, « Notes on the comb-footed spiders of genus Theridion (Araneae: Theridiidae), with description of a new species from Yuelushan Mt., China », Acta Arachnologica Sinica, vol. 33, no 1,‎ 2024, p. 1-7